# Mykolajiv oblast
Mykolajiv oblast är ett oblast (provins) i södra Ukraina. Huvudort är Mykolajiv. Cirka 73,2 procent av befolkningen uppgav 2001 ukrainska som första språk.

## Historia
Under Ryska imperiet tillhörde större delen av det som idag utgör Mykolajiv oblast guvernementet Cherson, vilket befann sig inom det judiska bosättningsområdet i Ryska imperiet. Under Nazitysklands ockupation 1941-44 utplånades större delen av den judiska befolkningen.